# Theisoa

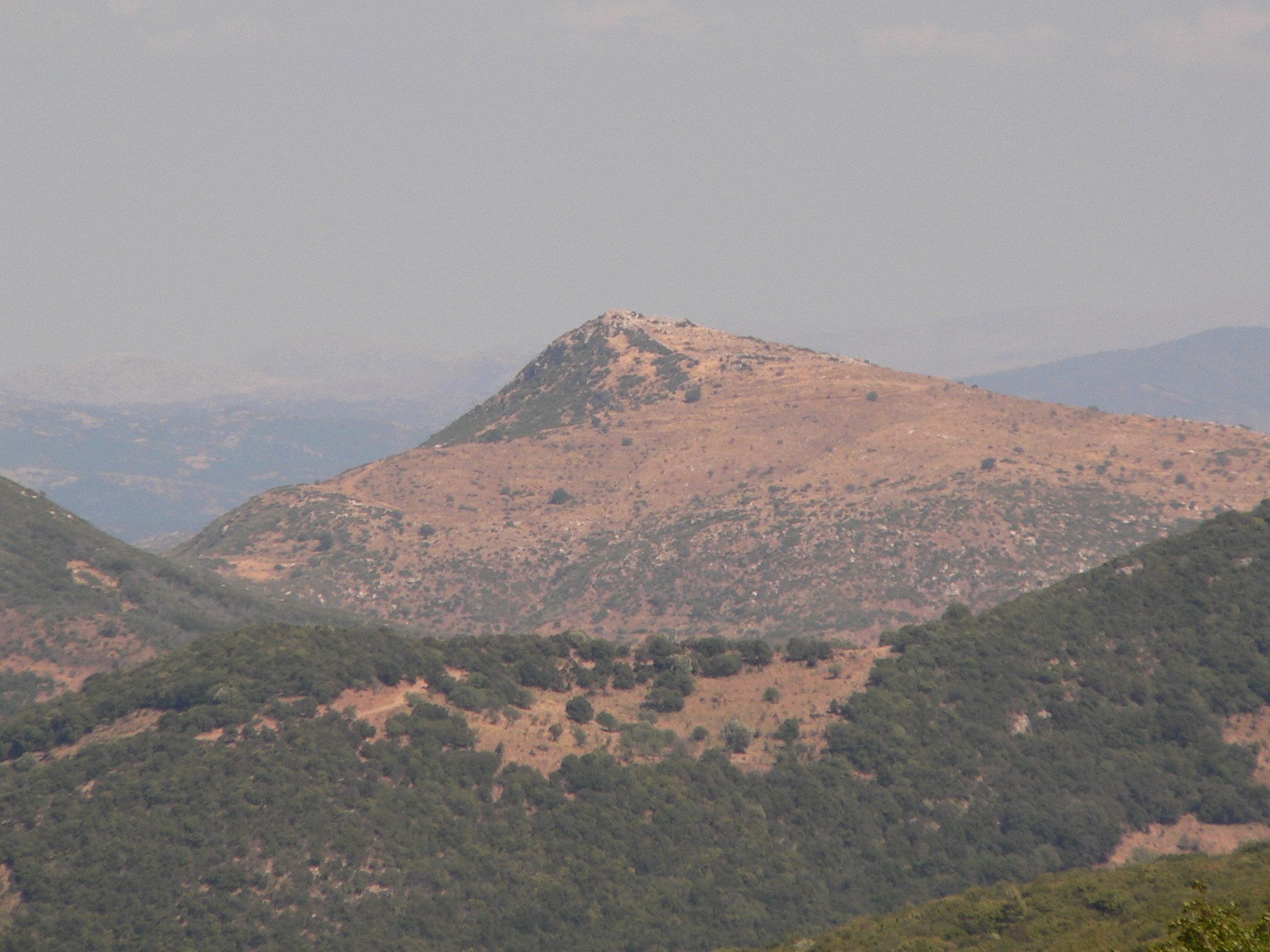
Stadtberg mit Mauerzügen von Norden

Theisoa (altgriechisch Θεισόα) war eine antike Polis in der griechischen Landschaft Arkadien auf der Peloponnes. Sie befand sich auf dem Gipfel eines Hügels im Landesinneren und scheint nie eine besonders große Bevölkerungszahl aufgewiesen zu haben. Dem archäologischen Material zufolge wurde sie im 4. Jahrhundert v. Chr. gegründet.

## Lage
Theisoa lag nordwestlich von Megalopolis auf der Peloponnes auf einem Hügel, der eine Höhe von 752 Metern über dem Meeresspiegel erreicht. Die Reste befinden sich nordwestlich oberhalb des heutigen Bergdorfs Theisoa, das an der Straße von Megalopolis nach Andritsena in der Gemeinde Andritsena liegt. Die Stadt beherrschte durch ihre Lage auf einer steilen Hügelkuppe die Verkehrsverbindung von Sparta und Megalopolis nach Olympia, die durch das Alpheios-Tal verlief.
Bei dem antiken Reiseschriftsteller Pausanias erscheint auch die umgebende Landschaft unter dem Namen Theisoa. Die so bezeichnete Gegend bildete einen Teil der Kynouria (nicht zu verwechseln mit der weiter östlich gelegenen Landschaft auf der Peloponnes, siehe Kynouria), die wiederum zur Region Arkadien gehörte.

## Geschichte
Der Ortsname Theisoa steht im Zusammenhang mit dem Mythos von der Geburt des Gottes Zeus in Arkadien (der in der Antike mit einer Variante konkurrierte, nach der der Göttervater auf Kreta geboren wurde). Theisoa soll eine der drei Nymphen gewesen sein, die Zeus nach seiner Geburt großzogen. Wie es nun zur Benennung des Ortes kam und ob die Stadt nach der gleichnamigen umgebenden Landschaft benannt wurde oder umgekehrt, ist aber unklar.
Den archäologischen Erkenntnissen zufolge wurde Theisoa im Laufe des mittleren 4. Jahrhunderts v. Chr. planmäßig gegründet und bei dieser Gelegenheit auch bereits mit seiner Stadtmauer umgeben. Frühere Siedlungsspuren fehlen völlig. Dennoch muss es vor dieser Zeit schon eine Siedlung oder Landschaft namens Theisoa gegeben haben, weil dieser Name sich im Bericht des Pausanias unter den Orten findet, die am Synoikismos von Megalopolis 371 v. Chr. beteiligt waren (also ihre bisherigen Siedlungen aufgaben und in die Neugründung zogen). Die heute sichtbare Stadtanlage von Theisoa scheint dann aber erst nach diesem Synoikismos entstanden zu sein. Wie dieser scheinbare Widerspruch aufzulösen ist, lässt sich nicht sicher ermitteln. Es wäre aber gut denkbar und würde zu bekannten Vergleichsbeispielen passen, dass das neu entstandene Megalopolis in seinem großen Territorium einen gut befestigte Vorposten zur strategischen Sicherung des Areals errichtete, der dann nach einer älteren nahegelegenen Stadt oder Siedlungsgemeinschaft „Theisoa“ genannt wurde. Vor Ort gefundene Inschriften zeigen an, dass dieses „neue“ Theisoa, obwohl es zum Machtbereich von Megalopolis gehört haben dürfte, formell eine halbwegs autonome Polis war.
Für die weitere Geschichte der Stadt liegen keine schriftlichen Quellen vor. Die bekannten Entwicklungen in der Geschichte Arkadiens legen nahe, dass Theisoa spätestens im 3. Jahrhundert mit der Expansion des Aitolischen Bundes zu einem Grenzort von Megalopolis wurde und in die Kriegsereignisse in Arkadien hineingezogen wurde. Mit der Niederlage gegen Rom 146 v. Chr. verlor Megalopolis die Möglichkeit und Notwendigkeit zu einer eigenen Außenpolitik, was zu einem Bedeutungs- und auch Einwohnerverlust Theisoas geführt haben könnte. Auch die archäologischen Überreste lassen wenig Rückschlüsse auf geschichtliche Entwicklungen zu: die meisten Bauten haben wohl recht wenige Bauphasen und öffentliche oder religiöse Bauten, die Aufschlüsse auf das städtische Leben zulassen könnten, sind auch nur wenige bekannt. Die letzten Zeugnisse antiker Besiedlung sind vier Münzfunde aus der Zeit zwischen 295 und 350 n. Chr.
Die nächsten Quellen für die Stadtgeschichte stammen dann erst wieder aus dem Hochmittelalter im Zusammenhang mit der Eroberung der Morea durch die Kreuzfahrer. Die Stadtbefestigung scheint in dieser Zeit wieder für militärische Zwecke genutzt worden zu sein und wurde an einigen Stellen repariert. Die spärlichen Funde deuten aber darauf hin, dass diese Wiederbesiedlung von vergleichsweise kurzer Dauer war. Es wird allgemein angenommen, dass diese wieder instand gesetzte Festung Theisoa mit dem Château Sainte Hélène identisch ist, das in der Chronik von Morea erwähnt wird. Die Benennung nach der heiligen Helena dürfte auf eine ihr geweihte Kapelle am Ort zurückgehen. In der Chronik wird beschrieben, dass das Château beim Aufstand der Region Skorta gegen den Kreuzfahrerfürsten Philipp von Savoyen 1302 im Sturm eingenommen und zerstört wurde. Ab dann finden sich zwar noch einzelne Hinweise auf den Hügel in Personennamen in Verwaltungsdokumenten der venezianischen und osmanischen Herrschaft, eine Siedlung scheint es dort jedoch nicht mehr gegeben zu haben.

## Archäologie
Obwohl das Terrain der Stadt auf fast allen Seiten steil abfällt, wurde die Siedlung mit einer Stadtmauer von 895 Metern Länge umgeben. Das Haupttor lag im Süden. Die Befestigung schließt auch den Gipfel des Hügels (die Akropolis) ein. Dieser befindet sich im Norden des ummauerten Gebietes und war gegenüber dem restlichen Siedlungsareal durch eine weitere Befestigungsmauer abgegrenzt.
Über den bebauten Bereich verteilen sich einige Plätze, von denen der sogenannte Platz B ganz im Westen die antike Agora dargestellt haben könnte. Das Stadtgebiet weist Ansätze eines rechtwinkligen Straßennetzes auf, das aber wegen des steilen Terrains nicht flächendeckend ausgeprägt ist. Auf der Akropolis scheint eine ionisch-dorische Säulenhalle (Stoa) gestanden zu haben.

## Forschungsgeschichte
Die Zuordnung der Stadt war lange nicht sicher. Die schriftliche Überlieferung erlaubte auch eine Identifizierung als Lykoa. Dass es sich wahrscheinlich aber doch um Theisoa handelt, erbrachte der Fund eines Ziegelstempels, der die Buchstaben ΘΙΣ trug. Dieses Ergebnis wurde durch den Fund einer Steininschrift 2007 bestätigt.
Grabungen des Nederlands Instituut in Athene zwischen 1984 und 1988 lieferten genauere Ergebnisse zu den Mauern und einem Hauskomplex nahe der Akropolis. Diese Forschungen wurden durch ein deutsches Projekt 2007 sowie 2011/2012 mit Unterstützung der Deutschen Forschungsgemeinschaft fortgesetzt.